# Brachylinga punctifrons
Brachylinga punctifrons är en tvåvingeart som först beskrevs av Kroeber 1914.  Brachylinga punctifrons ingår i släktet Brachylinga och familjen stilettflugor. Inga underarter finns listade.